# (4462) Vaughan
(4462) Vaughan ist ein Hauptgürtelasteroid, der am 24. April 1952 am McDonald-Observatorium nahe Fort Davis entdeckt wurde.
Der Asteroid wurde nach dem Geschäftsmann Curtis T. Vaughan Jr. benannt.